# 日本電子専門学校
日本電子専門学校（にほんでんしせんもんがっこう）は、東京都新宿区にある専修学校。

## 規模と概要
1951年に創立、卒業生は11万人以上、現在はおよそ3,000名（2023年3月時点）が通う。運営主体は学校法人電子学園  （理事長 多忠貴）。CG・映像、ゲーム、アニメ、デザイン、AI、Web・モバイル、情報処理、ネットワーク・セキュリティ、電気・電子の9分野に昼間部20学科・夜間部4学科の合計24学科を設置する総合学園。
新宿駅をはじめ、大久保駅・新大久保駅・西武新宿駅・新宿西口駅から徒歩で通学でき、交通至便な立地に12基の校舎を所有している。

## 建学の精神
「電子技術を核とした創造性豊かな技術者の育成を通して世界に貢献する」
建学の精神を実現するため、専門性を養う「職業教育」と汎用性を養う「キャリア教育」を教育の柱として、産学連携等を含めた教育システムを構築している。各学科の一連の教育活動と、それを 取り巻く学園生活全般を通して、それらを養うことを教育の基本方針としている。

## 設置学科
CG・映像
- コンピュータグラフィックス科（昼間部、2年制、専門課程）
- CG映像制作科（昼間部、2年制、専門課程）
- コンピュータグラフィックス研究科（昼間部、3年制、専門課程）

ゲーム
- ゲーム制作研究科（昼間部、3年制、専門課程）
- ゲーム制作科（昼間部、2年制、専門課程）
- ゲーム企画科（昼間部、2年制、専門課程）

アニメ
- アニメーション科（昼間部、2年制、専門課程）
- アニメーション研究科（昼間部、3年制、専門課程）

デザイン
- グラフィックデザイン科2年

AI
- AIシステム科（昼間部、2年制、専門課程）

Web・モバイル
- Webデザイン科（昼間部、2年制、専門課程）
- モバイルアプリケーション開発科（昼間部、2年制、専門課程）
- ※ケータイ・アプリケーション科より2024年4月からモバイルアプリケーション開発科に名称変更（学科名称変更申請中）

情報処理
- DXスペシャリスト科（昼間部、2年制、専門課程※2023年4月新設）
- 情報処理科（昼間部、2年制、専門課程）
- 情報システム開発科（昼間部、2年制、専門課程）
- 高度情報処理科（昼間部、3年制、専門課程）

ネットワーク・セキュリティ
- ネットワークセキュリティ科（昼間部、2年制、専門課程）

電気・電子
- 電気工学科（昼間部、2年制、専門課程）
- 電気工事技術科（昼間部、2年制、専門課程）
- 電子応用工学科（昼間部、2年制、専門課程）

夜間部
- 電気工学科（夜間部、2年制、専門課程）
- 電気工事士科（夜間部、1年制、専門課程）
- 情報処理科（夜間部、2年制、専門課程）
- ネットワークセキュリティ科（夜間部、2年制、専門課程）

## 沿革
- 1951年 - 社団法人ラジオ技術協会設立、日本ラジオ技術学校設立。
- 1953年 - 日本高等テレビ技術学校に改称、テレビ本科新設。
- 1961年 - 日本電子専門学校に改称。創立10周年。
- 1963年 - 学校法人電子学園として認可される。電子計算機コースを新設してコンピュータ教育に着手する。
- 1966年 - 郵政省認定校となる。第2級無線技術士 - 昼間・電子工学科。
- 1967年 - 通産省認定校となる。電気工事士科。郵政省より無線実験局の免許おりる。電子計算機科新設。
- 1969年 - 情報処理科新設。情報工学部の強化のため新たに電子計算機2台増設。
- 1971年 - 通産省認定校となる。第二種電気主任技術者 - 昼間・電気工学科。創立20周年。
- 1972年 - 郵政省認定校となる。第2級無線通信士‥電子工学科。
- 1976年 - 専修学校制度が発足し専門学校（工業専門課程）として認可。社会人対象の技術研修「実用講座課」開設。姉妹校として新宿外語学院を創立して9月に専修学校認可を得る。
- 1978年 - 新宿外語学院を東京外語専門学校に校名変更
- 1985年 - 東京外語専門学校の設置者を学校法人東京国際学園に変更し、運営法人を分離する。
- 2000年 - 2001年に創立50周年を迎えるにあたってプレイベントとして、JR大久保駅壁画プロジェクト、映画「U‐571」記念特別試写会を催す。
- 2001年 - 創立50周年記念イベント「学校展」新宿NSビルで開催。
- 2002年 - ITスペシャリスト科新設。
- 2004年 - ネットワークセキュリティ科新設、 公開講座「ITセミナー」「クリエイターセミナー」開催 （以降毎年開催）、高等学校教員対象IT講習会開催（以降毎年開催）。
- 2005年 - 情報セキュリティ科・組込みシステム科新設、アニメーション研究科新設。
- 2006年 - 高度コンピュータグラフィックス科・オープンソースシステム科・ネットワークセキュリティ科（夜間部）・組込みシステム科（夜間部）新設、 高等学校へ出張授業を開始、 第44回技能五輪全国大会で、銀・銅メダル獲得、 世界最大のCGの祭典「SIGGRAPH 2006」アート部門入選作品の制作に参加する。
- 2007年 - ゲーム企画科・Web総合技術科新設、 「一歩前へ、そして世界へ」新たなチャレンジと決意が込められたシンボルマークを発表する。世界最大のCGの祭典「SIGGRAPH2007」アート部門入選、「実践型ネットワーク検証カリキュラム」をNTT-ATと共同開発、2007台日文化観光交流年記念イベント「2007 Digital Collaboration」を台湾龍華科技大学共催する。
- 2008年 - ソフトウェアテストデザイン科新設、Web総合技術科で日本初となる「Flexアカデミー」授業をスタート。日本の工業系専門学校で唯一、私立専門学校評価研究機構の第三者評価を受ける。
- 2010年 - ケータイ・アプリケーション科・キャラクターデザイン科（夜間部）を新設する。
- 2012年 - 情報ビジネスライセンス科新設予定。日本マイクロソフトと連携して新学科を開設、日本留学AWARD 2012 専門学校部門賞受賞する。
- 2013年 - U-20プログラミング・コンテスト（主催 経済産業省）｢経済産業省商務情報政策局長賞｣受賞、日本留学AWARD 2013 専門学校部門賞受賞（2年連続）
- 2014年 - 文部科学大臣認定 職業実践専門課程 認定スタート、第52回技能五輪全国大会で、金・銀・銅・敢闘賞を制覇、日本留学AWARD 2014 専門学校部門賞受賞（3年連続）
- 2015年 - 高度電気工学科新設、日本留学AWARD 2015 専門学校部門賞受賞（4年連続）、東京ゲームショウ20年連続出展する。
- 2016年 - 第44回技能五輪国際大会（アブダビ）へグラフィックデザイン職種の日本代表として出場、日本留学AWARD 2016 専門学校部門賞受賞し、5年連続受賞で殿堂入りする。
- 2017年 - 第44回技能五輪国際大会（アラブ首長国連邦）に４期連続で日本代表として出場する。
- 2018年 - AIシステム科新設、私立専門学校等評価研究機構（現：職業教育評価機構）「第三者評価制度」全37項目の基準をすべて満たして前回評価に続き3期連続となる。
- 2019年 - 文部科学省による「高等教育の修学支援新制度」の対象機関として認定、情報処理分野50周年ホームカミングデーを開催する。
- 2020年 - 東京国際プロジェクションマッピングアワードにてCG映像制作科の学生チーム作品が学生部門最優秀賞となる。
- 2021年 - 文部科学大臣認定 職業実践専門課程 昼間部 全学科認定、創立70周年を機に70周年のシンボルマークと学園のロゴマークを発表、日本留学AWARDS2021 専門学校 技能・技術系部門 大賞受賞（通算6回目）、東京都立荒川工業高等学校と連携協定を締結する。
- 2022年 - 第46回技能五輪国際大会に日本代表として出場し、「光電子技術職種」世界3位入賞、Tokyo P-TECH事業に関する連携協定を締結する。
- 2023年 - DXスペシャリスト科を新設する。

## 第三者評価
NPO法人私立専門学校等評価研究機構 が開始した第三者評価事業に、初年度である2007年より、評価・審査対象校として参加。日本で唯一、すべての点検項目で基準を満たした証である『可』を得る。これにより、高水準な教育を実践する専門学校であると認証された。
＜関連リンク＞
- 本校評価結果公表ページ
- NPO法人私立専門学校等評価研究機構

## 著名な出身者
- 森山大輔 - 漫画家
- 井上淳哉 - 漫画家
- 細江慎治 - 作曲家
- 増田順一 - クリエイター、作曲家
- 坂口光治 - 政治家
- マジシャンSIN
- 根布谷朋範 - 会社員
- 齋藤力 - ゲームプランナー
- 岩井浩之 - 雑誌編集長
- 田島光二 - コンセプトアーティスト
- 天野邊 - 作家
- マサイ−youtuber[フィッシャーズ]

## 交通手段
- 大久保駅南口より徒歩2分
- 新大久保駅より徒歩7分
- 西武新宿駅北口より徒歩5分
- 新宿駅西口より徒歩12分[1]